# Новосёлов, Александр Фёдорович
Александр Фёдорович Новосёлов (род. 18 февраля 1939, Мари-Турек, Марийская АССР) — советский и российский художник-монументалист, витражист и живописец.
Известен возрождением сложной техники производства классических витражей и изобретением технологии замены мягкой свинцовой жилки на латунную. Также пишет женские портреты и работы в жанре «ню». Живёт и работает в городе Йошкар-Ола, Республика Марий Эл.

## Биография
Александр Новосёлов родился 18 февраля 1939 года в посёлке Мари-Турек Марийской АССР (ныне Республика Марий Эл). В 1946—1948 гг. с семьёй переехал в маленький городок Радеберг под Дрезденом в Германии, учился в обычной немецкой школе. В 1948 году семья вернулась в СССР. Отец продвигался по партийной и управленческой линии и вскоре был назначен председателем колхоза в одном из районов республики. С 13 лет Александр вместе с старшим 14-летним братом жили в городе одни, тогда начал посещать студию по рисованию. В 1956 году Александр Новосёлов поступил в Казанское художественное училище. Учился вместе с Константином Васильевым, Ильдаром Хановым (создателем Храма Всех Религий) и другими. В 1961 Александр Новосёлов окончил училище и поступил в Ленинградский художественный институт им. Ильи Ефимовича Репина (ныне Всероссийская Академия художеств). В 1967 году художник вернулся в Йошкар-Олу. На какое-то время живопись была заброшена, а главной темой творчества стала керамика, дизайн интерьеров и витражи. В 1984 году Александр Фёдорович был принят в Союз художников СССР как художник-монументалист. В 1999 году А. Ф. Новосёлов награждён Федеральным знаком «За достижения в культуре».
Работы Александра Новосёлова (НАФа) хранятся в музеях Йошкар-Олы, Москвы, Ярославля, Казани, а также в частных коллекциях Финляндии, Швеции, Нидерландов, Германии, Италии, Великобритании, США и Китая, витражи украшают здания и храмы по всей России.

## Работы
Витраж «Книга источник Знаний» (1978, Национальная библиотека РМЭ им. Чавайна), витраж «Марийский танец» (1979, Национальный Музей РМЭ им. Т. Евсеева), живопись «Голая Правда» (1998), серия витражей «Пробуждение» (1989, Проектный институт г. Йошкар-Ола), портрет певицы «Тамары Перепелицы» (1994), витраж «Древо Жизни» (1998, пос. Морки, здание газоперекачивающей станции), «Людям Милая» (1998, портрет девушки, Республиканский Музей изобразительных искусств), портрет Надежды Угольниковой (1999), «Овда» (2000, портрет Ольги Васютиной), витражный триптих «Содружество» (2005, Театр оперы и балета им. Шкетана, Йошкар-Ола).